# 西蒙·拜爾斯
西蒙·艾莉安·拜爾斯（英語：Simone Arianne Biles，1997年3月14日—），美國女子競技體操選手。拜爾斯的跳躍與平衡落地能力精湛，擅長自由體操、平衡木、跳馬。 她是世錦賽獎牌數最多的競技體操選手，擁有11枚奧運以及30枚世錦賽獎牌。曾獲得2次奧運、6次世錦賽以及9次全美錦標賽的全能冠軍。她也在2022年獲得總統自由勳章 ，是歷史上最年輕的獲獎者。
拜爾斯是歷史上第一位獲得連續三年女子體操全能金牌的非裔女性，同時目前也是世錦賽歷史紀錄中，首位在短短三年內就累積10面金牌的女子體操選手。她目前擁有五個專屬命名，其中自由體操中難度J組的「Biles ll」 和跳馬難度分值6.4的「Biles ll」皆為該項目中女子難度係數最高的動作。 2021年，拜爾斯入選時代雜誌年度百大影響力人物。

## 體壇生涯

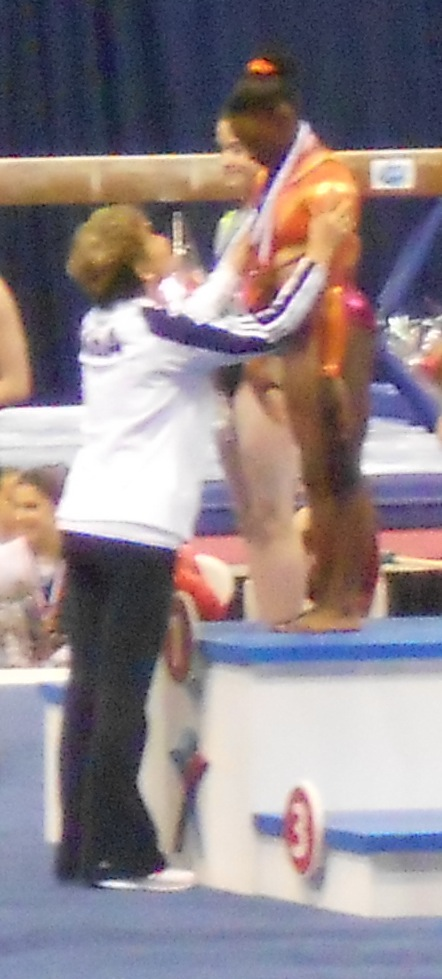
2012年拜爾斯贏得美國體操經典賽的身影

拜爾斯自六歲開始練習體操，最早是跟著幼兒園到貝農體操健身中心（Bannon's Gymnastix）參觀時，因好奇而在參觀時模仿了體操動作，被當時的教練艾蜜·鮑曼發現她的天賦，鮑曼就逐漸引導拜爾斯進入競技體操的領域。拜爾斯在2007年時已經是全美排名跳馬第24位的競技體操選手，2008年在德州南帕得理（South Padre）就已經獲得她第一個全能體操的冠軍。2009到2010年間，拜爾斯也參與多場地區性賽事並保持優異的排名。
在2011年，拜爾斯14歲的時候在全美體壇開始了她的競技體操生涯，第一場賽事是在德州亨茨维尔所舉辦的美國體操經典賽（2011 American Classic），拜爾斯取得了跳馬與平衡木項目的冠軍，全能體操則排名第三，自由體操排名第四，高低槓排名第八。該年第二場拜爾斯參與的賽事封面女郎經典賽（CoverGirl Classic）在芝加哥舉行，她獲得平衡木與自由體操排名第五，同年最後一場賽事維士卡體操資格賽（Visa Championships），拜爾斯在跳馬排名第七。2012年拜爾斯重回德州亨茨维尔所舉辦的美國體操經典賽，並取得了她的第一個全能競技體操冠軍，自由體操也排名第二，平衡木排名降到第三，跳馬維持冠軍，該年15歲的她也出賽了維士卡體操資格賽，成績不錯，這年依據她的體操難度等級，已經足以參與倫敦奧運，可惜因年齡未滿，只能進入美國少年體操國家代表隊（United States Junior National Team）。

### 2013年
2013年是拜爾斯在體壇初綻放光芒的一年，從3月到10月她參與了非常多賽事，3月美國盃體操賽，拜爾斯從平衡木上面意外摔下，只取得了很勉強的成績。但接著在義大利耶索洛（Jesolo）與德國开姆尼茨（Chemnitz）舉辦的競技體操賽事中，拜爾斯恢復水準，協助美國隊打敗德國與羅馬尼亞隊取得了金牌。同時拜爾斯也在這兩場賽事中取得跳馬，平衡木和自由體操的冠軍。不過，該年7月美國祕密盃體操賽，拜爾斯表現失常，沒有完成跳馬，還在自由體操時受傷。之後拜爾斯應美國知名女子體操國家教練瑪爾塔·卡羅里伊的邀請參與了私人受訓，並諮詢運動心理學家的建議，在8月的寶潔錦標賽（P&G Championships）恢復水準，取得全能冠軍以及四面銀牌。接著更獲得了2013年世錦賽代表資格。
2013年10月，在比利時安特卫普的體操世錦賽，拜爾斯以優異的表現，擊敗許多曾參與奧運的頂尖選手以及2010年全能冠軍艾莉亞·穆斯塔芬娜（Aliya Mustafina），獲得媒體和世人的注目。
拜爾斯不但是全能的金牌，也是自由體操的金牌與跳馬銀牌，其他項目也表現在水準以上，最後以總分60.216打破美國自1991年香農·米勒（Shannon Miller）所創下的全能紀錄。也是美國第一位非裔體操員在世錦賽獲得全能金牌。拜爾斯的自由體操在壓軸尾聲配搭著輕快的鼓樂和超高的難度組合，引起了全球媒體注目，其中難度最高的直體前空翻兩周半，拜爾斯以驚人的高度和精準的落地毫無瑕疵的完成，自始就成為她的招牌動作。

### 2014-2015年
2014年拜爾斯一開始就受肩膀傷勢影響，未出席許多賽事，直到10月在中國廣西南寧舉辦的世錦賽，才看到拜爾斯的身影。拜爾斯不但如願以60.231分再次奪得全能金牌，以15.33分再次奪得自由體操金牌，還在平衡木得到了她的第一枚金牌，加上美國團體金牌以及2013年世錦賽金牌，讓拜爾斯進入世錦賽裡稀有的九面金牌名人榜。但這些金牌都比不上當時頒獎台發生的軼事。拜爾斯走上台欲領獎時，從花束中突然竄出的小蜜蜂讓拜爾斯四下躲避，並露出可愛的頑皮笑容，讓媒體意外捕捉到她只是位17歲的女生，而非金牌女王的身影。
隔年，拜爾斯完全從肩傷復原，橫掃各大競技體操賽事，其中以2015年7月25日在祕密杯經典賽（Secret Classic）正面迎戰2012年倫敦奧運全能冠軍加布麗埃勒·道格拉斯，並以積分62.4獲勝，最使媒體津津樂道。接著10月的世錦賽，拜爾斯更如媒體預言順利奪下全能三連冠，一舉登入了體操名將霍爾金娜所塑造的三連貫殿堂，更打造了史上第一位女子十面金牌的紀錄。。拜爾斯還增加了自由體操的動作難度到6.9，並順利取得自由體操金牌。這一年可看到拜爾斯在平衡木也增加了難度到6.8，經典的團身下地動作一氣呵成，以15.358分取得金牌，和銀牌差距分達1.025。

### 2016年
為了2016年夏季奧林匹克運動會體操比賽，拜爾斯加入了美國女子競技體操六人小隊，同隊的還有曾獲得倫敦奧運自由體操金牌的拉絲曼，在2016年4月的環太平洋地區錦標賽（2016 Pacific Rim Gymnastics Championships）拜爾斯以優異的總成績拿下全能金牌，在自由體操與平衡木決賽，拜爾斯並未出賽。緊接著6月的美國秘密杯經典賽，拜爾斯在平衡木項目以15.650分突破了個人生涯最高分，同時也在高低槓獲得15.1的高分，至於自由體操與跳馬，拜爾斯選擇在接下來的寶潔體操錦標賽中（2016 P&G Championships）出賽。這場賽事拜爾斯成功地超越了拉絲曼奪得全能金牌。7月10日在美國奧運選拔賽中，西蒙雖在平衡木上意外摔下，但憑著跳馬與自由體操卓越的高分，依然取得全能冠軍。順利與拉絲曼、道格拉斯和其他兩位新秀麦迪逊·科齐安（Madison Kocian）、羅莉·埃爾南德斯（Laurie Hernandez），成為奧運代表。

### 奧林匹克運動會
拜爾斯在資格賽當中，四個項目都取得了冠軍分，引起不少媒體注目，尤以跳馬項目，裁判給了16.050分，是女子競技體操新分數制以來相當少見的高分。體操名將納迪婭·柯曼妮奇認為這是新的體操「滿分十分」，給予拜爾斯很高的期待。隨後果然在團體賽、個人全能、跳馬、自由操，拜爾斯都如望以優秀的成績取得金牌。但到了平衡木項目，在一次跳躍之後，拜爾斯出現了明顯的晃動，只好用手扶住平衡木保持平衡，這使得她的分數大幅滑落，將金牌拱手讓給荷蘭選手桑內·韋弗斯，銀牌則由隊友獲得，拜爾斯僅取得銅牌。

### 禁藥風波
團體Fancy bear於2016年9月13日公布，世界反運動禁藥機構允许她在比赛期间使用右旋安非他命及哌甲酯，雖然拜爾斯方面辯稱其自幼患有注意力缺陷多動障礙，但體操運動需要的高度專注度仍叫人懷疑其真實狀況。而這項舉動可能是俄羅斯為了報復當年奧運會代表團被剝奪部分參賽資格以及帕運會被全面禁賽。

## 賽事記錄
| 年   | 賽事                        | 團隊成績 | 全能 | 跳馬 | 高低槓 | 平衡木 | 自由體操 |
| ---- | --------------------------- | -------- | ---- | ---- | ------ | ------ | -------- |
| 2011 | CoverGirl Classic (Junior)  |          |      | 5    |        |        | 5        |
| 2011 | Visa Championships (Junior) |          | 14   | 7    | 22     | 10     | 12       |
| 2012 | 美國秘密杯經典賽            |          |      |      |        | 6      |          |
| 2012 | Visa Championships (Junior) |          |      |      | 6      | 6      | 6        |
| 2013 | 美國盃體操賽                |          |      |      |        |        |          |
| 2013 | City of Jesolo Trophy       |          |      |      |        |        |          |
| 2013 | USA-GER-ROM Tri-Meet        |          |      |      |        |        |          |
| 2013 | 美國秘密杯經典賽            |          |      |      |        | 7      | 8        |
| 2013 | P&G Championships           |          |      |      |        |        |          |
| 2013 | 世界錦標賽                  |          |      |      | 4      |        |          |
| 2014 | 美國秘密杯經典賽            |          |      |      | 4      |        |          |
| 2014 | 寶潔體操錦標賽              |          |      |      | 4      |        |          |
| 2014 | 世界錦標賽                  |          |      |      |        |        |          |
| 2015 | 美國盃體操賽                |          |      |      |        |        |          |
| 2015 | City of Jesolo Trophy       |          |      |      |        |        |          |
| 2015 | 美國秘密杯經典賽            |          |      |      | 4      |        |          |
| 2015 | 寶潔體操錦標賽              |          |      |      | 5      |        |          |
| 2015 | 世界錦標賽                  |          |      |      |        |        |          |
| 2016 | Pacific Rim Championships   |          |      |      |        |        |          |
| 2016 | 美國秘密杯經典賽            |          |      |      | 5      |        |          |
| 2016 | 寶潔體操錦標賽              |          |      |      | 4      |        |          |
| 2016 | 美國奧運選拔賽              |          |      |      | 4      | 4      |          |
| 2016 | 2016年夏季奧林匹克運動會    |          |      |      |        |        |          |

## 個人生活
拜爾斯生於美國俄亥俄州哥伦布市，她的母親香農（Shanon Biles）因酗酒和藥物問題，被美國社會局判定無法撫養小孩，拜爾斯與妹妹六歲前是在多個寄養家庭流浪，祖父羅納得·拜爾斯（Ronald Biles）得知後，與配偶納莉·拜爾斯（Nellie Biles）決定領養她與妹妹艾迪亞·拜爾斯（Adria Biles）並擔起撫育的重任。被爺爺領養的拜爾斯，青年之後，感受到撫育的恩慈，就改稱呼他們為爸媽而非祖父母。羅納得·拜爾斯與納莉·拜爾斯從原先的工作退休之後，2014年為拜爾斯在德州成立了體操訓練中心World Champions Centre，讓拜爾斯日常練習，不須舟車勞頓，更聘用拜爾斯的教練作為總教練。2015年夏天拜爾斯取得高中同等學歷，她是在家自學系統的學生。
2014年8月4日，西蒙·拜爾斯在Twitter上宣佈她決定在加州大学洛杉矶分校唸大學，但會延遲到2016年夏季奧林匹克運動會之後才入學。2015年7月29日，拜爾斯宣佈她會轉為職業體操選手（可接受贊助商投資），放棄她的國家大學體育協會選手資格。拜爾斯的體育經紀商為Octagon公司，2015年她宣佈與Nike簽約接受贊助，另外她同時也為競技體操服裝品牌GK Elite Sportswear代言。
西蒙·拜爾斯在2018年1月18日在推特上留言，表示前美國體操協會的隊醫拉里·纳萨尔曾對她抗性侵（美国体操队性侵丑闻）。她也指名美國體操協會讓性侵一事發生，而且之後設法掩蓋此事。她因為「對於要再面對拉里·纳萨尔，在情緒上還沒準備好」，因此沒有參加2018年1月16日至24日的聽證會。2018年5月時宣佈西蒙·拜爾斯和其他被性侵的體操選手獲頒亞瑟·阿什勇氣獎。在2018年美國體操錦標賽中，西蒙設設計了一件青色緊身衣，並且穿著進行比賽，這是為了紀念被納薩爾性侵的選手，作為團結的聲明。
2023年4月，她與美式足球(NFL)選手乔纳森·欧文斯結婚。

## 外部連結
- 西蒙·拜爾斯官方網站
- 美國體操協會的西蒙·拜爾斯個人介紹 （页面存档备份，存于）